# Эко (Юта)
Эко — статистически обособленная местность, расположенная в северо-западной части округа Саммит, штат Юта, США. По данным переписи 2010 года, её население составляло 56 человек.
Эко был основан в 1854 году. Община дала ему это название в честь близлежащего каньона Эко.

## История
Эко возник как место остановки на тропе мормонов. Позже город служил узлом между Первой трансконтинентальной железной дорогой и веткой, обслуживающей серебряные рудники возле Парк-Сити. С момента создания автомобильных дорог в США Эко служил перекрестком автомагистралей, где главная дорога, идущая из Вайоминга, разделяется на одну ветку, идущую в Солт-Лейк-Сити, продолжающуюся в направлении Сан-Франциско, Калифорния, и другую в направлении Огдена, продолжающуюся в Портленд, штат Орегон. Первоначально главная магистраль имела номер U.S. Route 30S, а ответвление U.S. Route 530; современные эквиваленты автострад имеют номера Interstate 80 и Interstate 84.
Эко был важен для Union Pacific Railroad. Город служил в качестве станции заправки и водоснабжения для поездов, прибывающих в каньон Эко. Из Эко при необходимости добавлялись вспомогательные локомотивы, чтобы толкать поезда вверх по крутому склону до Wahsatch. В городе и его окрестностях находилась большая угольная башня и множество других железнодорожных объектов. Эко больше всего пострадал во время Второй мировой войны.
Внедрение дизельной энергетики, особенно после войны, свело на нет необходимость в услугах, которые ранее требовались паровым транспортом. Угольная башня, большинство железнодорожных путей и сооружений были демонтированы.
Эко деградировал к уровню шестидесятых лет, но все ещё жил на пересечении двух главных магистралей. Однако, с появлением межштатной автомагистрали город превратился в парочку причудливых зданий; несколько домов, мотель, ресторан и автобусная станция. В таверне продавались сигареты, еда и пиво. Неподалеку находится каньон Эко, представляющий собой великолепное зрелище с высокими скалистыми склонами и красочными пейзажами. Каньон начинается к востоку от Эко и заканчивается за пределами Уосатча, штат Юта.

## Демография
По данным переписи 2010 года, в СОМ проживало 56 человек. Имелась 31 единица жилья. Расовый состав населения города составлял из 96,4 % белых и 3,6 % американских индейцев и уроженцев Аляски. Испанцы или латиноамериканцы любой расы составляли 19,6 % населения.